# Branchiomma vesiculosum
Branchiomma vesiculosum är en ringmaskart som först beskrevs av Montagu 1815.  Branchiomma vesiculosum ingår i släktet Branchiomma och familjen Sabellidae. Inga underarter finns listade i Catalogue of Life.